# Koenraad Tinel
Pour les articles homonymes, voir Tinel.
Koenraad Tinel, né le 31 mars 1934 à Gand, est un sculpteur et dessinateur belge néerlandophone.

## Biographie
Koenraad Tinel naît le 31 mars 1934 à Gand,. Il grandit dans une famille de musiciens. Son père était sculpteur, sa mère jouait du piano et chantait.
Très jeune, il commence à dessiner et dès l'âge de cinq ans, il prend des cours de piano. 
En 1944 ses parents, collaborateurs, fuient sa sœur et lui en Allemagne, une odyssée à travers les ruines de l'Europe qui restera gravée à jamais dans sa mémoire.
Il passe la fin de la guerre et la débâcle allemande dans les zones russe et américaine. Bien qu'il soit un pianiste talentueux, le jeune Koenraad veut devenir un artiste visuel. Il étudie la sculpture à l'École de La Cambre. Après sa formation, en 1956, il effectue un voyage d'étude en 2CV en Inde (temples d'Ellora et d'Ajantâ). Il travaille ensuite comme dessinateur scientifique au département d'entomologie de l'Institut royal des sciences naturelles de Bruxelles.
Il maîtrise toutes les techniques du travail des métaux et fonde sa propre forge en 1963. Il conçoit et produit des meubles en métal et des socles pour des œuvres d'art pour divers musées et d'importants clients en Europe.
Trois ans plus tard, il s'installe avec sa femme et ses enfants dans une ferme carrée brabançonne à Gooik, dans le Pajottenland et y crée une fonderie de bronze. En 1971, il cesse de forger pour se consacrer librement à la sculpture et au dessin libre. 
Parallèlement, il enseigne à la LUCA School of Arts de Bruxelles, où il est titulaire du département sculpture jusqu'en 1999.

### Vie privée
Il vit et travaille dans l'ancienne ferme du château Leysbroek à Vollezele (Pajottenland) près du parc naturel Dender-Mark. Il a eu trois enfants de sa première femme.

## Œuvre
Les sculptures de Koenraad Tinel sont principalement en métal et en techniques mixtes.
Il s'est également fait connaître pour son art du dessin. Des galeries belges organisent des expositions individuelles et représentent ses œuvres à l'étranger.
En 2000, la Communauté flamande organise l'exposition en plein air BRGL avec 42 œuvres monumentales dans le parc du château de Gaasbeek. Il expose à la chapelle des Brigittines ses Cavaliers Apocalyptiques.
Il se plonge également, à l'encre et au bistre, dans les mythes et les histoires primitives de l'humanité.  Il illustre entre autres des livres d'Isaac Babel, Paul Celan et Isaac Bashevis Singer.
Il suscite l'admiration avec Scheisseimer (2009) et Flandria Catholica (2010), ses souvenirs d'enfance dessinés. Ce travail donne lieu à plusieurs expositions et à une tournée théâtrale réussie. Le documentaire de la VRT War Children (2012) et le livre Finally Libated (2013) sur son amitié avec Simon Gronowski lui apportent encore une nouvelle dimension.
En 2024, le roman graphique Scheisseimer connaît une traduction en français titrée Le Seau publiée aux Éditions du Seuil. Ce récit autobiographique est une catharsis pour l'auteur. Il raconte ses souvenirs de guerre avec ses yeux d'enfant.
En 2013, l'écrivain Stefan Brijs et lui publient ses Verhalen van het Pajottenland [« Histoires du Pajottenland »].
En octobre 2020, lors de l'ouverture académique de la VUB, Koenraad Tinel (Classe d'Arts) reçoit un doctorat honoris causa. Simon Gronowski et Koenraad Tinel reçoivent un doctorat honorifique de la VUB et de l'ULB pour leurs actions visant à sensibiliser les jeunes générations aux dangers de l'intolérance et du racisme.
Au fil des ans, il travaille également avec des amis musiciens, dramaturges et écrivains. Ainsi, en 2000, il crée la scénographie de la production Larf de Josse De Pauw et Peter Vermeersch, ainsi qu'un rideau de décor de plusieurs mètres. Pour le projet Multiple Voice de l'ensemble de saxophones Bl!ndman (nl) et le concert d'ouverture de Bruges 2002, capitale européenne de la culture, il crée Athanor, une sculpture en acier qui s'est imposée aux musiciens comme une source monumentale de lumière et de son.

## Expositions
- 2018 : Embrace[9] ;
- 2019 : Udsjen : Église Saint-Jacques de Gand ; Kunstencentrum Zebrastraat, Gand[10].
- Traveller, Galerie Dys, Ixelles, du 22 janvier au 26 février 2023[11],[12].
- Chrorus, Atelier Re-Né, Louvain, du 23 mai au 30 juin 2024[13],[14].

## Publications

### Ouvrages
- (nl) Koenraad Tinel et Stefan Brijs, Verhalen van het Pajottenland[7], Amsterdam, Uitgeverij Atlas Contact, 2013, 400 p. (ISBN 9789025441364)
- (nl) Koenraad Tinel et Stefan Hertmans, Crux, Gand, MER. Paper Kunsthalle, 2017, 114 p. (ISBN 9789492321640)
- (nl) Koenraad Tinel, David Van Reybrouck, Kurt Snoekx et Koen van Synghel, Udsjen - Koenraad Tinel : Sculpturen en tekeningen 2015-2019, Tielt, Éditions Lannoo, 2019, 272 p. (ISBN 9789401461634).

### Romans graphiques en français
- Le Seau[15],[16], Éditions du Seuil, Paris, 20 septembre 2024
Scénario et dessin : Koenraad Tinel - Couleurs : bichromie -  (ISBN 978-2-02-156466-2)

### Romans graphiques en néerlandais
- Tinel tekent Babel & Singer, Kurt Snoekx (Auteur), Isaak Babel (Auteur), Isaac Bashevis Singer (Auteur), Louvain, Oogachtend, 28 avril 2022  (ISBN 9789492672551).

### Artbooks
- Tides, Imaginair and Stockmans Art Books, Rijmenam, 2021  (ISBN 9789464363029).

### Collections publiques
- Rue de Faubourg[17], 1972, Musée de Sculpture en plein air de Middelheim.

### Articles
- Koenraad Tinel (interviewé par Estelle Spoto), « Scheisseimer : l'enfant et la fange », Bruzz,‎ 14 février 2013 (lire en ligne, consulté le 10 octobre 2024).
- Roger-Pierre Turine, « L'art musclé de Koenraad Tinel », La Libre Belgique,‎ 2 octobre 2020 (lire en ligne , consulté le 2 décembre 2024).
- (nl) Sonny Vanderheyden, « Kunstenaar Koenraad Tinel (90) plaatst grote bronzen stier in Gooik: een ode aan Europa », Radio 2,‎ 2 avril 2024 (lire en ligne, consulté le 10 octobre 2024).
- Koenraad Tinel (interviewé par Régis Duqué), « Interviews : Koenraad Tinel (Le Seau) : “C’est tellement important d’avoir le droit de douter.” », ActuaBD,‎ 8 octobre 2024 (lire en ligne, consulté le 10 octobre 2024).

### Vidéographie
- [vidéo] « Koenraad Tinel - Le Seau : souvenirs dessinés d'une guerre », sur YouTube, 28 septembre 2024